# جید پوگت
جید ارول پوجت (زاده ۲۸ نوامبر ۱۹۷۳) یک موسیقی‌دان و تهیه‌کننده آمریکایی است که بیشتر به‌عنوان گیتاریست گروه راک AFI (پیوسته در سال ۱۹۹۸)، گیتاریست/نویسنده گروه هاردکور مستقیم XTRMST و کیبورد/سینتی‌سایزر شناخته می‌شود.
پوگت یک خواهر ناتنی به نام آلیشا، یک برادر ناتنی به نام گیبسون و یک برادر کوچکتر به نام اسمیت دارد که مدیر تور AFI نیز هست. گیبسون در شعر در میان‌آهنگ نسخه کامل آلبوم «... اما خانه هیچ جا نیست» ظاهر می‌شود. در ژوئیه ۲۰۱۱، پوگت و دوست دختر شش ساله اش، ماریسا فستا، برای ازدواج نامزد کردند و در ۲۲ سپتامبر ۲۰۱۲ در مالیبو، کالیفرنیا ازدواج کردند. پسر آنها رایدر دی پوگت در ۱۵ فوریه ۲۰۲۳ به دنیا آمد.

## آهنگ‌شناسی

### با گروه راک AFI
- بادبان‌های سیاه در غروب خورشید (۱۹۹۹)
- All Hallow's EP (1999)
- هنر غرق شدن (۲۰۰۰)
- غم را بخوان (۲۰۰۳)
- دسامبر زیر زمین (۲۰۰۶)
- عشق سقوط (۲۰۰۹)
- تدفین (۲۰۱۳)
- AFI (۲۰۱۷)
- بدن (۲۰۲۱)

### با گروه Blaqk Audio
- CexCells (2007)
- بهشت سیاه روشن (۲۰۱۲)
- مواد (۲۰۱۶)
- تنها چیزهایی که دوست داریم (۲۰۱۹)
- زیر نخل سیاه (۲۰۲۰)
- Trop d'amour (2022)

### با گروه XTRMST
- XTRMST (2014)

### با گروه Twinsign
- Twinsign EP (2021)
- Scry (2023)